# CBS體育
CBS體育（英語：CBS Sports）是美国CBS電視網播出的體育節目的總稱。CBS體育的攝影棚是在紐約CBS電視中心的43號攝影棚。CBS體育播出的主要節目包括NFL、SEC大学橄榄球、NCAA大学籃球和PGA巡迴賽高爾夫賽事（包括美國名人賽和PGA錦標賽）。CBS體育體育是第59屆艾美獎技術和工程獎的得主。2015年11月30日，CBS體育開始使用新的商標，紀念CBS獲得超級碗50的轉播權。